# Frederic Raphael
Pour les articles homonymes, voir Raphaël.
Frederic Raphael (né le 14 août 1931 à Chicago) est un scénariste né aux États-Unis et ayant grandi en Angleterre. Il est également biographe et journaliste. 
Il a remporté un Oscar en 1966 en tant que scénariste pour le film Darling de John Schlesinger.

## Biographie
Frederic Raphael est né à Chicago de Irene Rose (née Mauser) et Cedric Michael Raphael, employé de la compagnie Shell. Il s'est marié en 1955 et a trois enfants : Paul Simon, Sarah Natasha, et Stephen Matthew Joshua.

## Filmographie
- 1965 : Darling de John Schlesinger
- 1967 : Voyage à deux (Two for the Road) de Stanley Donen
- 1967 : Loin de la foule déchaînée (Far from the Madding Crowd) de John Schlesinger
- 1971 : Une tête coupée (A severed Head) de Dick Clement
- 1974 : Daisy Miller de Peter Bogdanovich
- 1990 : La Putain du roi (The King's Whore) d'Axel Corti
- 1999 : Eyes Wide Shut de Stanley Kubrick

## Nominations et récompenses
- Oscar du meilleur scénario en 1966 pour Darling
- Nomination aux Oscars en 1968 pour Two for the Road (Voyage à deux)
- Nommé « Writer of the Year » en 1976 par la Royal TV Society[2].